# Gagadon minimonstrum
Gagadon minimonstrum — викопний вид парнокопитних ссавців вимерлої родини Homacodontidae. Описаний у 2014 році. Існував у ранньому еоцен в Північній Америці. Описаний з фрагмента нижньої щелепи із зубами, що знайдена у відкладеннях формації Восатч у долині річки Bitter Creek в штаті Вайомінг, США.

## Назва
Рід Gagadon названо на честь американської співачки Леді Гага. Видова назва «minimonstrum» посилається на фанів співачки, які відомі як «маленькі монстри».